# K-MIX Traffic&Weather Information
K-MIX Traffic & Weather Information（ケイミックス・トラフィック・アンド・ウェザー・インフォメーション）は、静岡エフエム放送(K-MIX)が放送している定時の交通情報と天気予報の番組である。

## 概要
- 月曜 - 金曜はおよそ1時間に1回、毎正時に放送されている。土曜と日曜はおよそ2時間に1回、主に55分からの時間枠で放送している。
- ジングルとBGMは数年おきに改編期に更新されている。近年は2008年と2013年及び2023年に更新された。
- 時間帯によっては交通情報と天気予報が分離される場合がある。
- 2008年度より交通情報の回数が平日に2回増加され、2011年度の改編により13時台の交通情報が廃止された。
- 2013年度の大改編により、平日毎正時のニュースと交通情報、天気予報の順序が変更になり、交通情報と天気予報が先に放送されている。また、放送回数が大幅に増加している。土日日中はニュースと交通情報が統合されている。

## 交通情報
- 道路交通情報は日本道路交通情報センター静岡センターと電話で繋ぎ、情報を伝えている。ただし、時間帯によってはパーソナリティまたはアナウンサーが伝えている。
- 高速道路は東名高速道路及び新東名高速道路の全線が対象となる。集中工事や大規模な交通障害が発生している場合は名神高速道路の情報を伝えることもある。
- 一般道路は静岡県の主要国道と一部の県道、有料道路（東富士五湖道路含む）が対象となるが、降雪による交通障害が発生した場合は箱根や富士五湖周辺の情報が加わる。また、国道135号は神奈川県の情報が含まれることもある。
- 原則的に道路交通情報のみだが、平日の7時台と8時台は東海道新幹線と静岡県内の在来線の運行情報が伝えられる。

## 天気予報
- 静岡県の気象情報をアナウンサーが伝える。
- 平日10時台は静岡県内各地の今朝の最低気温を、16時台は静岡県内各地の今日の最高気温をそれぞれ伝える。

## 放送時刻
2025年2月現在。
N…News&Traffic / T…Traffic Informationのみ / W…Weather Informationのみ
|    | 月曜 - 木曜          | 金曜                 | 土曜    | 日曜    |
| -- | -------------------- | -------------------- | ------- | ------- |
| 7  | 7:30 T 7:50 T 7:53 W | 7:30 T 7:50 T 7:53 W |         |         |
| 8  | 8:20 T 8:40          | 8:20 T 8:40          | 8:00 N  | 8:25    |
| 9  | 9:00                 | 9:00                 | 9:55    | 9:55    |
| 10 | 10:00 10:57 T        | 10:00 10:57 T        |         | 10:55   |
| 11 |                      |                      | 11:30   | 11:55 N |
| 12 | 12:00                | 12:00                | 12:55   | 12:55   |
| 13 | 13:00                | 13:00                |         | 13:55 N |
| 14 | 14:00                | 14:00                | 14:55 N | 14:55   |
| 15 | 15:00                | 15:00                | 15:55   | 15:55 N |
| 16 | 16:00 16:37 T        | 16:00 16:55          | 16:55 N | 16:55   |
| 17 | 17:00 17:37 T        | 17:55                |         | 17:55   |
| 18 | 18:00                |                      |         |         |
| 19 |                      |                      |         |         |
| 20 |                      |                      |         |         |
| 21 |                      |                      |         |         |
| 22 |                      |                      |         |         |
| 23 | 23:55 W              | 23:55 W              | 23:55 W | 23:55 W |
| 24 | 24:55 W              | 24:55 W              |         |         |

平日 7:50頃の交通情報と天気予報の間にCMを挟むため、天気予報のBGMが通常と異なる。
毎日 23:55、月曜 - 金曜 24:55は自動音声による天気予報番組。静岡県の明日の天気、降水確率、気温、風と波の予報を伝える。